# SD Compostela
Sociedade Deportiva Compostela, S.A.D. – hiszpański klub piłkarski grający obecnie w Tercera División, mający siedzibę w mieście Santiago de Compostela.

## Historia
Klub powstał 26 czerwca 1962 roku. W latach 60. i pierwszej połowie 70. występował w ligach regionalnych, a w 1977 roku awansował do Segunda División B (III liga), jednak grał w niej tylko przez rok. Kolejny awans na szczebel trzeciej ligi miał miejsce w 1980 roku i wówczas Compostela grała w niej przez 6 kolejnych lat. W drugiej połowie lat 80. miały miejsce zmiany w strukturze zarządzania klubem oraz w samym zarządzie, a w 1990 roku klub powrócił do Segunda División B.
23 czerwca 1991 roku miało miejsce historyczne wydarzenie na stadionie Composteli, Estadio Municipal Santa Isabel. Zespół, dzięki zwycięstwu 3:1 nad CD Badajoz w barażach, po raz pierwszy w swojej historii awansował do Segunda División (II liga). W 1993 roku Compostela przeniosła się na nowy stadion, Estadio Multiusos de San Lázaro. W 1994 roku wystąpiła w barażu o Primera División (I liga). Wygrała w nim 3:1 z Rayo Vallecano i wywalczyła premierowy awans do hiszpańskiej ekstraklasy.
W sezonie 1995/1996 Compostela zajęła 10. miejsce w Primera División, najwyższe w swojej historii, głównie dzięki 23 bramkom duetu napastników Nigeryjczyka Christophera Ohena i Duńczyka Benta Christensena Arensøe. Po czterech sezonach spędzonych w Primera División Compostela spadła do drugiej ligi w 1998 roku, przegrywając baraż o utrzymanie z Villarrealem. W 2001 roku nastąpił kolejny spadek zespołu, tym razem do trzeciej ligi. Wtedy też pojawiły się problemy finansowe, a w 2004 roku nastąpiła karna degradacja do ligi regionalnej regionu Galicja (Hiszpania). W sezonie 2007/2008 Compostela wygrała rozgrywki awansując do Tercera División, a w 2009 roku zwyciężyła w decydujących o awansie do Segunda División B meczach z Atlético Monzón (3:0, 1:2).

## Reprezentanci kraju grający w klubie
- Paco Llorente
- Nando
- Tomás Reñones
- Alfonso Sánchez
- Ljubosław Penew
- Bent Christensen Arensøe
- Goran Šaula
- Zoran Marić
- Daniel Baston
- Peter Hoekstra
- Saïd Chiba
- Christopher Ohen
- Dmitrij Popow
- Dmitrij Radczenko
- Óscar Ferro